# Nagygörbő
Nagygörbő község Zala vármegyében, a Zalaszentgróti járásban található.

## Fekvése
Zala vármegye északkeleti részén, Zalaszentgrót és Sümeg között helyezkedik el, a 7331-es és 7327-es utakat (Kisgörbőt és Sümeget) összekötő 7333-as számú mellékút mentén.

## Története
A falu első említése 1274-ből való Vindornyaszőlős határtelepüléseként. Földje mindig is rosszul termett, ezért komolyabb település sokáig nem alakult ki. Szétválása Kisgörbőtől a 16. század végén történt meg. A 18. század elejétől Sümegcsehi, 1758-tól pedig Kisgörbő anyaegyháza alá tartozik.
A 20. században sok helyi lakos a település határain túl keresett munkát magának, korábban summásként a távoli urasági földeken, a második világháború után a környező városok iparában.
Az 1990-es évektől a falusi turizmus is fellendülőben van a községben.

## Közélete

### Polgármesterei
- 1990–1994: Czikli József (független)[3]
- 1994–1998: Czikli József (független)[4]
- 1998–2001: Czikli József (független)[5]
- 2001–2002: Oszkó Zoltán (független)[6][7]
- 2002–2004: Oszkó Zoltán (független)[8]
- 2004–2006: Judi Oszkár (független)[9]
- 2006–2010: Judi Oszkár (független)[10]
- 2010–2014: Judi Oszkár (független)[11]
- 2014–2019: Judi Oszkár (független)[12]
- 2019–2024: Takács Lászlóné (független)[13]
- 2024– : Takács Lászlóné (független)[1]

A településen 2001. november 25-én időközi polgármester-választást tartottak, az előző polgármester lemondása miatt.
A következő önkormányzati ciklus félideje közelében, 2004. június 13-án ismét időközi polgármester-választást kellett tartani Nagygörbőn, ezúttal is az addigi polgármester lemondása okán.

## Népesség
A település népességének változása:
| Lakosok száma | 166  | 170  | 159  | 159  | 159  | 163  | 184  |
|               | 2013 | 2014 | 2015 | 2021 | 2022 | 2023 | 2024 |

A 2011-es népszámlálás idején a nemzetiségi megoszlás a következő volt: magyar 87,9%, cigány 7,5%, német 4,5%. A lakosok 85,5%-a római katolikusnak, 3,89% reformátusnak, 5,5% felekezeten kívülinek vallotta magát (3,3% nem nyilatkozott).
2022-ben a lakosság 76,7%-a vallotta magát magyarnak, 8,2% németnek, 2,5% cigánynak, 0,6% szlováknak, 3,1% egyéb, nem hazai nemzetiségűnek (17% nem nyilatkozott; a kettős identitások miatt a végösszeg nagyobb lehet 100%-nál). Vallásuk szerint 46,5% volt római katolikus, 1,3% ortodox, 1,3% református, 3,1% egyéb keresztény, 15,1% felekezeten kívüli (32,7% nem válaszolt).